# Mel Hein

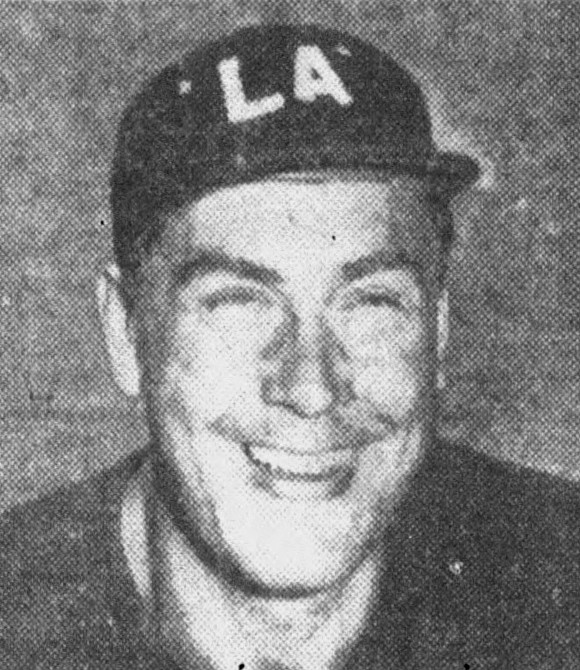
Imagem do jogador de futebol americano estadunidense Mel Hein.

Mel Hein foi um jogador de futebol americano estadunidense que foi campeão da Temporada de 1934 da National Football League jogando pelo New York Giants.